# Frizzo
Frizzo, bürgerlicher Name Ferdinand Owusu-Ansah (* 1985 in Düsseldorf), ist ein deutscher DJ, Produzent und Labelbesitzer.

## Leben
Frizzo landete 2002 eher durch Zufall in der Musikbranche, denn er war auf dem besten Wege ein professioneller Fußballer zu werden. Nach einer erfolgreichen aktiven Zeit bei Fortuna Düsseldorf durchkreuzte eine schwere Fußverletzung seine Zukunftspläne als Fußballer.
Zu diesem Zeitpunkt entdeckte er seine Leidenschaft für das DJing und wurde schnell an den Plattentellern aktiv. Es folgten erste Buchungen, bald darauf feste Engagements von Clubs, Teilnahmen an DJ-Contests und eigene Partyreihen. Schnell galt er in Nordrhein-Westfalen als wichtiger DJ. Heute ist Frizzo an den Decks in aller Welt zu Hause. Er legte schon in Metropolen wie Istanbul, New York, London, St. Petersburg oder in Bangkok auf und stand mit DJ-Kollegen wie DJ Snake, Ape Drums, Travis Scott, Timbaland, DJ Kool und Fatman Scoop an den Turntables.
Die Liebe zum Fußball verlor Frizzo allerdings nie, und so ist er heute der offizielle DJ für den schwarz-gelben Fußballverein Borussia Dortmund. Auf größeren Events wie dem DFB-Pokal-Finale 2012 und 2014 oder dem UEFA-Champions-League-Finale in London 2013 heizte Frizzo den Fußballern musikalisch ein. Mittlerweile ist der DJ mit Spielern wie Neven Subotic, Marco Reus und Marcel Schmelzer befreundet. Frizzo schätzt vor allem die Bodenständigkeit der Dortmunder und die gemeinsame Leidenschaft für gute Tanzmusik.
Auch als Musikproduzent machte der 35-Jährige in letzter Zeit des Öfteren von sich reden. Zusammen mit seinem Bruder Coenigsallee produzierte er zum größten Teil das im Jahr 2013 erschienene Album Blockplatin von Haftbefehl. In der Vergangenheit zeigte sich Frizzo zudem als Remixer und Producer für Produktionen von Jess Glynne, Davido, A Boogie Wit Da Hoodie, Shaggy, Azzi Memo, Tamer Hosny und Dardan verantwortlich.
Zudem produzierte er für das Label Universal Music Remixe für die gemeinsame Single Dance wiv Me von Dizzee Rascal und Calvin Harris sowie für den Song No One (Can Ever Change My Mind) von Stefanie Heinzmann. Nach zahlreichen eigenen Veröffentlichungen unter DÜS Records und Remixe für Produzenten-DJs wie z. B. Loco Dice, Snakehips, Eskei83 und Sepalot unterschrieb Frizzo 2018 bei Warner Music Germany und veröffentlicht heute auf seinem eigenen Label Bassheim den Großteil seiner Musik.

## Diskografie

### Alben und Singles
Extended Plays
- 2021: Beat Tape Vol. 6 (EP)
- 2021: Beat Tape Vol. 5 (EP)
- 2021: Beat Tape Vol. 4 (EP)
- 2021: Beat Tape Vol. 3 (EP)
- 2021: Mentally, I’m Here (EP)
- 2020: Beat Tape Vol. 2 (EP)
- 2020: Beat Tape Vol. 1 (EP)
- 2019: Showpack (EP)
- 2019: Game Six (EP)
- 2016: Currently On Tour (EP)
- 2015: Exit Only - VIP Edits (EP)
- 2015: Girls (EP)
- 2015: GENREKILLER (EP)
- 2015: Motion Picture Fantasy (EP)
- 2015: Exit Only (EP)
- 2014: Booby Trap (EP)
- 2013: #THISISNOTAMIXTAPE (Remix-EP)
- 2013: Mad Man (EP)

Singles
- 2021: ARISE
- 2021: TRIBE
- 2020: Love Nwantiti (German Remix) (CKay feat Frizzo, Joeboy & Kuami Eugene)
- 2020: Lie For You (Frizzo Remix) (Snakehips & Jess Glynne feat, A Boogie Wit Da Hoodie & Davido)
- 2019: No Phone Calls (feat. Boondawg)
- 2019: Roll (feat. Jacques Fugee)
- 2019: Traum (feat. Azzi Memo)
- 2019: No Drill (feat. Serious Klein)
- 2019: Nummer 1 (feat. Steve Jackson)
- 2019: For The Weekend (feat. Charly Black & Dean)
- 2019: Maybach (feat. Soufian)
- 2019: Paranoia (feat. Antifuchs)
- 2018: Shellz (feat. Denzel Curry & Frizzo)
- 2017: Battle
- 2017: For You
- 2016: Sensei
- 2016: Ronin
- 2016: Love Like This
- 2016: Hey Lover
- 2015: Summer (feat. SAKESAKE)
- 2015: Exit Only
- 2015: Clubbin
- 2014: The Juice (feat. Collins)
- 2014: You & Me (feat. Heartbeat & Edgar Wallis)
- 2014: Didn't Mean To Fall In Love (feat. Ray Lozano)
- 2012: Segurar
- 2012: Pull It Down

### Produktionen
Alben
- 2013: Haftbefehl – Blockplatin
- 2017: FKD - FKD

Singles
- 2020: Jacques Fugee - Walking Dead
- 2018: Dardan feat. Capital Bra - Savage
- 2018: Dosseh feat. Kalash - Jet Privé
- 2017: Sepalot - Hide And Freak [Frizzo Remix]
- 2017: Eskei83 feat. Bunji Garlin - Fire [Frizzo Remix]
- 2016: Loco Dice feat. Just Blaze - Sending This One Out [Frizzo Remix]
- 2013: Haftbefehl - Generation Azzlack
- 2012: Tamer Hosny feat. Shaggy – Smile (Single)
- 2009: Stefanie Heinzmann – No One (Can Ever Change My Mind) [Frizzo's Pop Mix]
- 2009: Dizzee Rascal – Dance Wiv Me [Frizzo Remix]

## Belege
1. ↑  tonight.de: Dank gebrochenem Fuß an den Turntables (Memento des Originals vom 2. April 2015 im Internet Archive)  Info: Der Archivlink wurde automatisch eingesetzt und noch nicht geprüft. Bitte prüfe Original- und Archivlink gemäß Anleitung und entferne dann diesen Hinweis., 23. Januar 2011 (Artikel)
2. ↑  dasfachblatt.de: DJ des schwarz-gelben Fussballvereines Borussia Dortmund (Memento des Originals vom 2. April 2015 im Internet Archive)  Info: Der Archivlink wurde automatisch eingesetzt und noch nicht geprüft. Bitte prüfe Original- und Archivlink gemäß Anleitung und entferne dann diesen Hinweis., Januar 2015 (Artikel)
3. ↑  tonight.de: Frizzo im Studio mit Shaggy und R. Kelly (Memento des Originals vom 2. April 2015 im Internet Archive)  Info: Der Archivlink wurde automatisch eingesetzt und noch nicht geprüft. Bitte prüfe Original- und Archivlink gemäß Anleitung und entferne dann diesen Hinweis., Januar 2015 (Artikel)

| Personendaten    | Personendaten                             |
| ---------------- | ----------------------------------------- |
| NAME             | Frizzo                                    |
| ALTERNATIVNAMEN  | Owusu-Ansah, Ferdinand (wirklicher Name)  |
| KURZBESCHREIBUNG | deutscher DJ, Produzent und Labelbesitzer |
| GEBURTSDATUM     | 1985                                      |
| GEBURTSORT       | Düsseldorf, Deutschland                   |